# Chè hột gà nấu đường
Chè hột gà nấu đường hay Chè trứng gà nấu đường là một loại chè của người Tiều, thường được do chính tay của người trong gia đình nấu trong các bữa tiệc sinh nhật hay tiệc mừng thọ. Món chè này cũng được xem là một món ăn truyền thống của người Tiều, vì nó hiếm khi được phục vụ tại bất kỳ nhà hàng nào. Hằng năm con cháu trong nhà có thể nấu để mừng thọ cho ông bà, cha mẹ, còn người nấu thì sẽ được nhận những bao lì xì may mắn từ ông bà, cha mẹ.

## Mô tả
Chè hột gà nấu đường với vị thơm của gừng kết hợp với vị ngọt thanh của đường phèn khi ăn nóng sẽ rất ngon và ấm bụng, mang lại sức khỏe cho người lớn tuổi. Còn có một số gia đình sẽ ăn chè kèm với mì sụa với ý nghĩa là khi ăn vào sẽ có sức khỏe dẻo dai, sống lâu trăm tuổi. 

## Nguyên liệu
- Trứng gà
- Đường phèn
- Gừng

## Cách làm

### Chuẩn bị
- Trứng gà đập vỏ sẵn và khuấy đều lên
- Gừng cạo sạch vỏ, sau đó đập dập ra.
- Đường phèn.

### Tiến hành
Nấu nước đường cho sôi và đến khi tan hết đường phèn, sau đó cho gừng đã đập dập vào khoảng 3 phút, và cuối cùng là cho trứng gà vào rồi tắt bếp, khuấy đều lên.
- Có một phiên bản khác là trứng gà sẽ được luộc sẵn và bóc vỏ.

- Nếu muốn ăn kèm với mì sụa[1] thì chỉ cần để mì ra chén sau đó chan nước đường và để trứng lên là có thể ăn được.